# مارك سيمونز
مارك سيمونز (مواليد 23 مايو 1974) هو ملاكم كندي، مثّل بلاده في الألعاب الأولمبية الصيفية 2000.

## روابط خارجية
- مارك سيمونز على موقع IMDb (الإنجليزية)

مارك سيمونز على موقع بوكس ريك (الإنجليزية) (registration required)
- مارك سيمونز على موقع اللجنة الأولمبية الدولية (الإنجليزية)
- مارك سيمونز على موقع أوليمبيديا (الإنجليزية)
- مارك سيمونز على موقع اللجنة الأولمبية الكندية (الإنجليزية)
- مارك سيمونز على موقع اتحاد ألعاب الكومنولث (مؤرشف) (الإنجليزية)